# Holden Torana
Holden Torana – samochód osobowy klasy kompaktowej, a następnie klasy średniej produkowany pod australijską marką Holden w latach 1967 – 1980.

## Pierwsza generacja

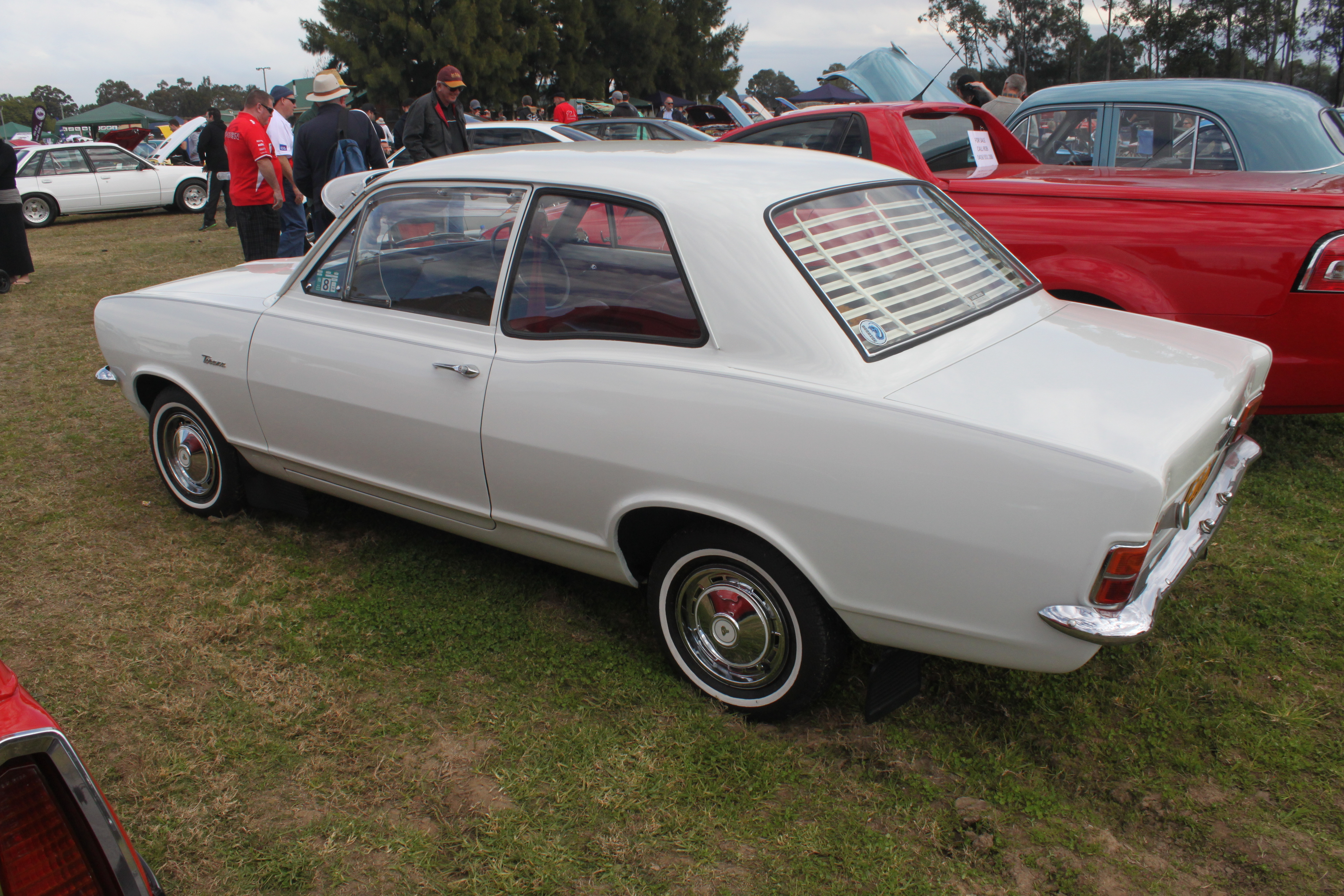
Holden Torana I - tył

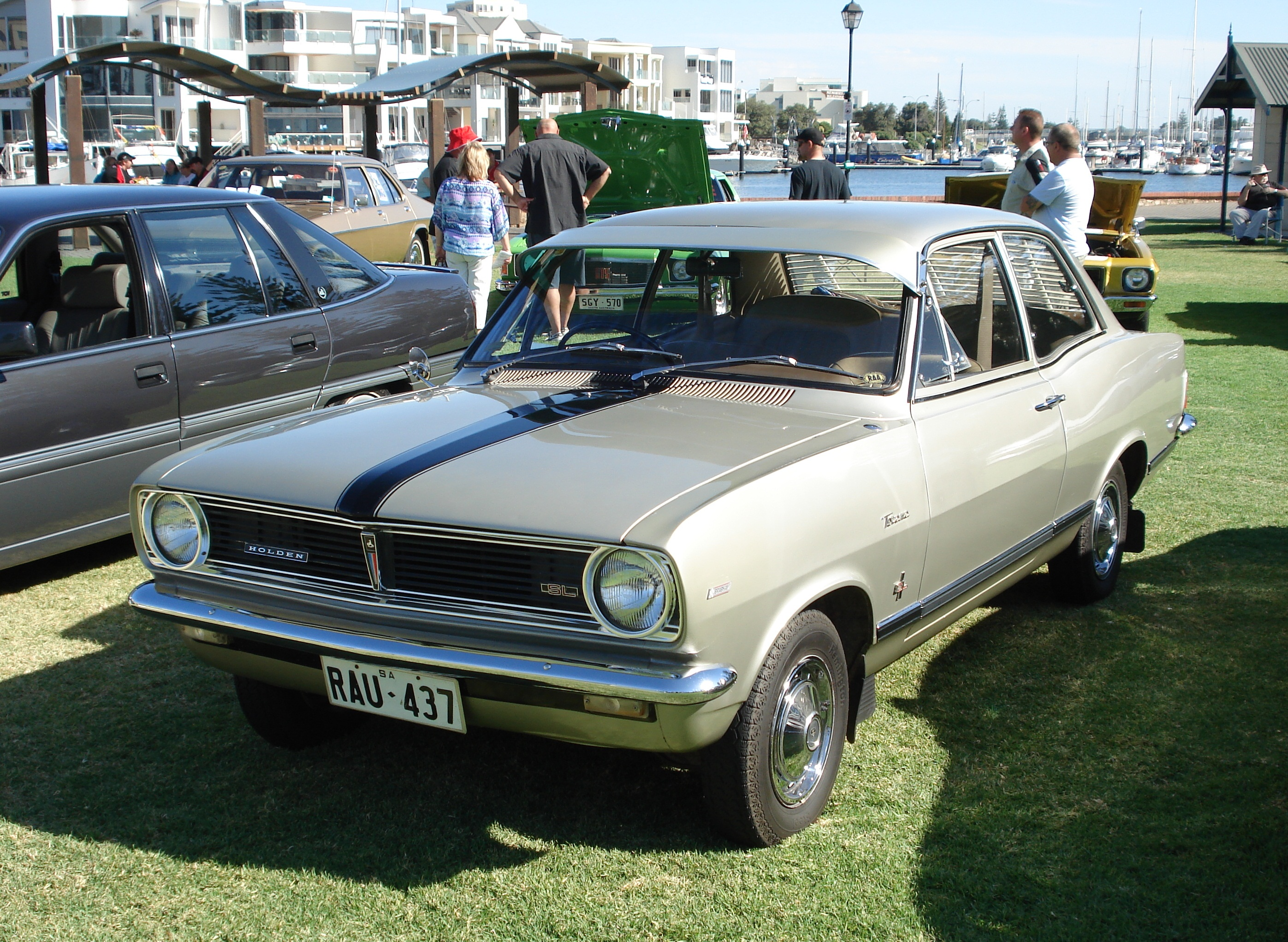
Holden Torana I Brabham

Holden Torana I został zaprezentowany po raz pierwszy w 1967 roku.
Model Torana uzupełnił ofertę Holdena jako podstawowy, najtańszy i najmniejszy model będący lokalną odmianą brytyjskiego Vauxhalla Vivy. Podobnie jak on, samochód oferowany był wyłącznie w wersji sedan, w wariancie 2 i 4-drzwiowym.
Pod kątem stylistycznym Holdena Toranę pierwszej generacji zdobiły szeroko rozstawione, okrągłe reflektory osadzone na wąskiej, przedzielonej chromowaną poprzeczką atrapie chłodnicy, a także wyraźnie zaznaczone tylne nadkola, a także nisko osadzone kanciaste lampy. Od pierwowzoru Vauxhalla, Torana odróżniała się jedynie emblematami producenta.

### Sprzedaż
Na wybranych rynkach Europy Zachodniej, a także w sąsiedniej Nowej Zelandii samochód nosił nazwę Vauxhall Viva, z kolei na rynku kanadyjskim pojazd sprzedawano pod nazwą Envoy Epic.

### Silnik
- L4 1.2l OHV

## Druga generacja

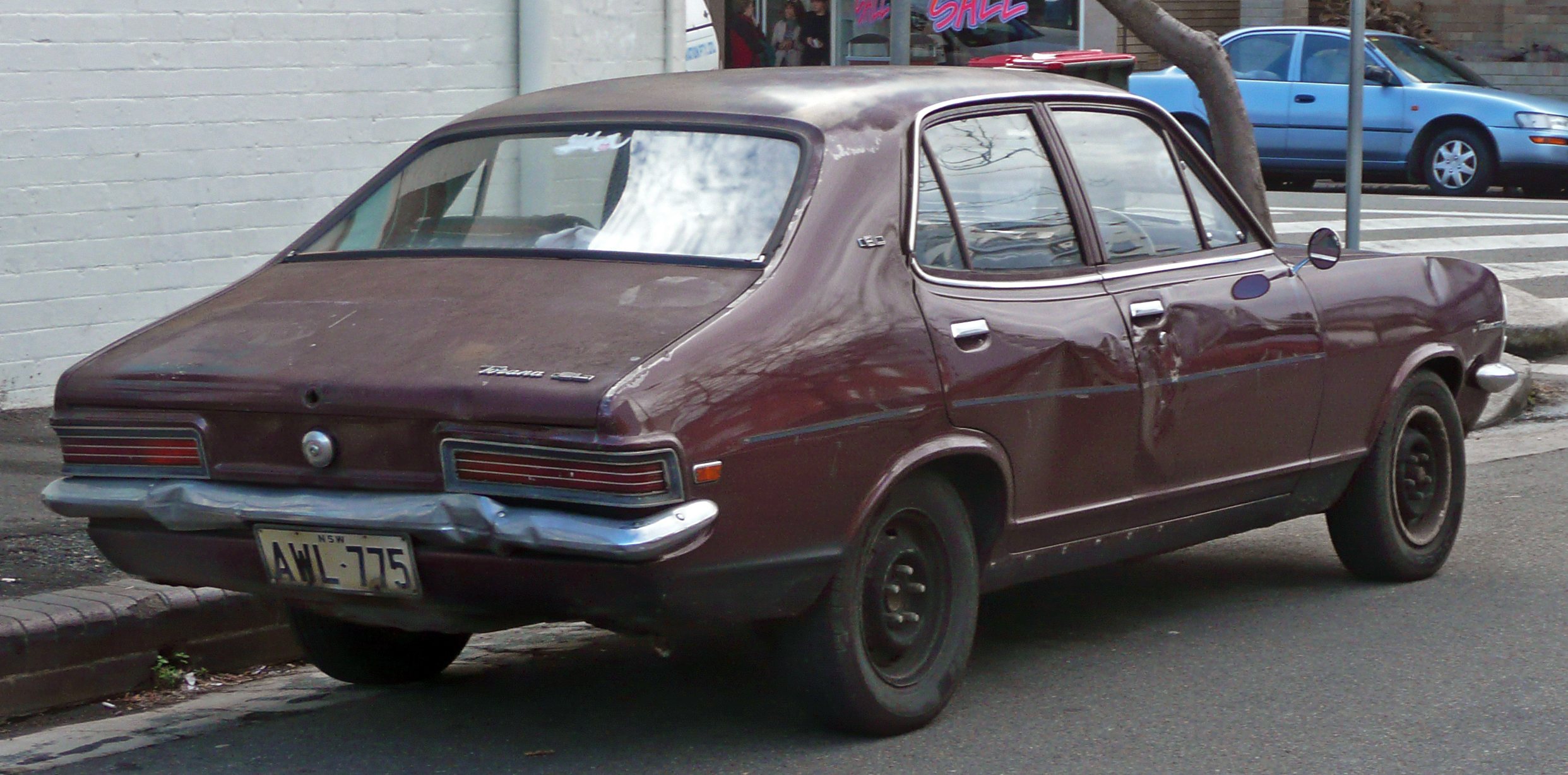
Holden Torana II - tył

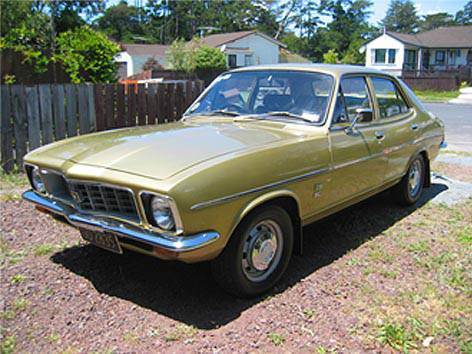
Holden Torana II po liftingu

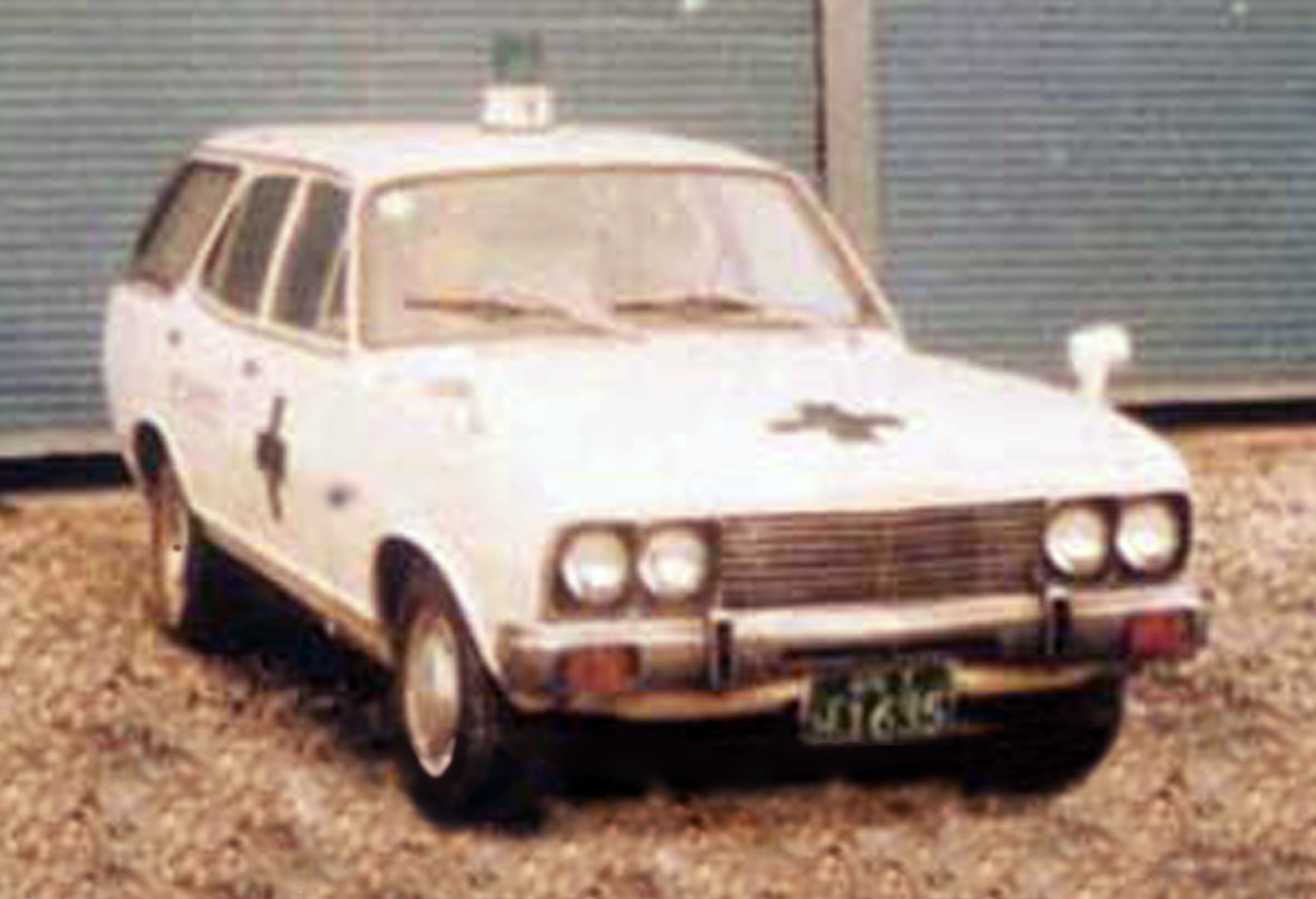
południowokoreański Saehan Camina

Holden Torana II został zaprezentowany po raz pierwszy w 1969 roku.
W porównaniu do poprzednika będącego bliźniaczym modelem względem Vauxhalla, druga generacja Torany była konstrukcją opracowaną przy dużej autonomii Holdena.  Samochód zyskał przestronniejsze i obszerniejsze nadwozie, które zyskało smukle poprowadzoną linię z charakterystycznie ściętym bagaznikiem i nisko umieszczonymi, podłużnymi lampami złożonymi z trzech kloszy.

### Lifting
Podczas trwającej 6 lat produkcji Holdena Torany drugiej generacji, samochód przeszedł jedną dużą restylizację nadwozia. W 1972 roku nadwozie zyskało charakterystyczne, szpiczaste zakończenie pasa przedniego z niżej umieszczonymi reflektorami.

### Sprzedaż
Druga generacja Holdena Torany była produkowana także na import do Korei Południowej. Najpierw między 1972 a 1976 rokiem samochód oferowała filia GM Korea pod nazwą Chevrolet 1700, a potem dystrybucją zajął się Saehan Motors nadając pojazdowi nazwę Saehan Camina.

### Silniki
- L4 1.2l OHV
- L4 1.3l GMH
- L4 1.6l OHC
- L4 1.6l GMH
- L4 1.8l GMH

## Trzecia generacja

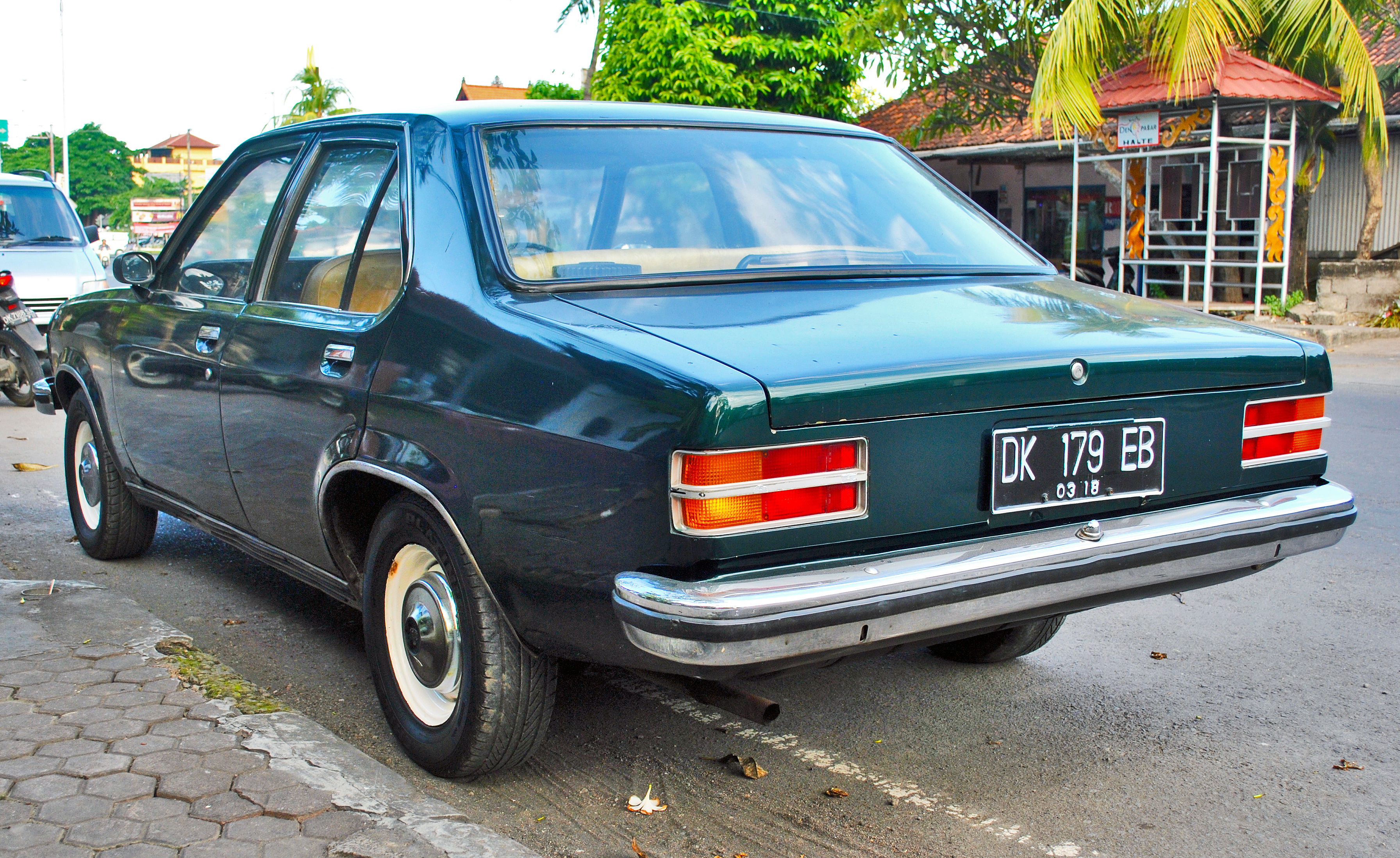
Holden Torana III - tył

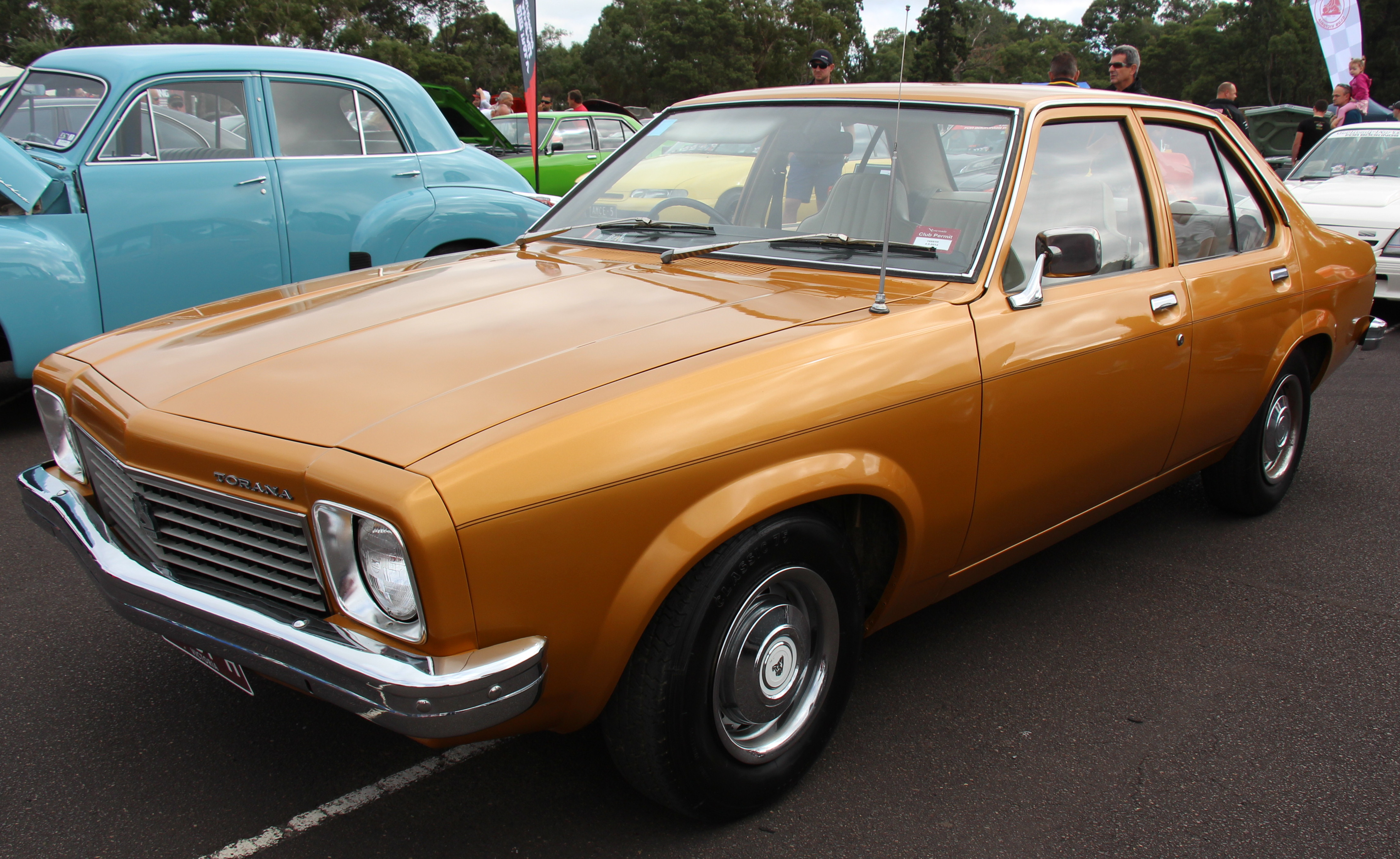
Holden Torana III po liftingu

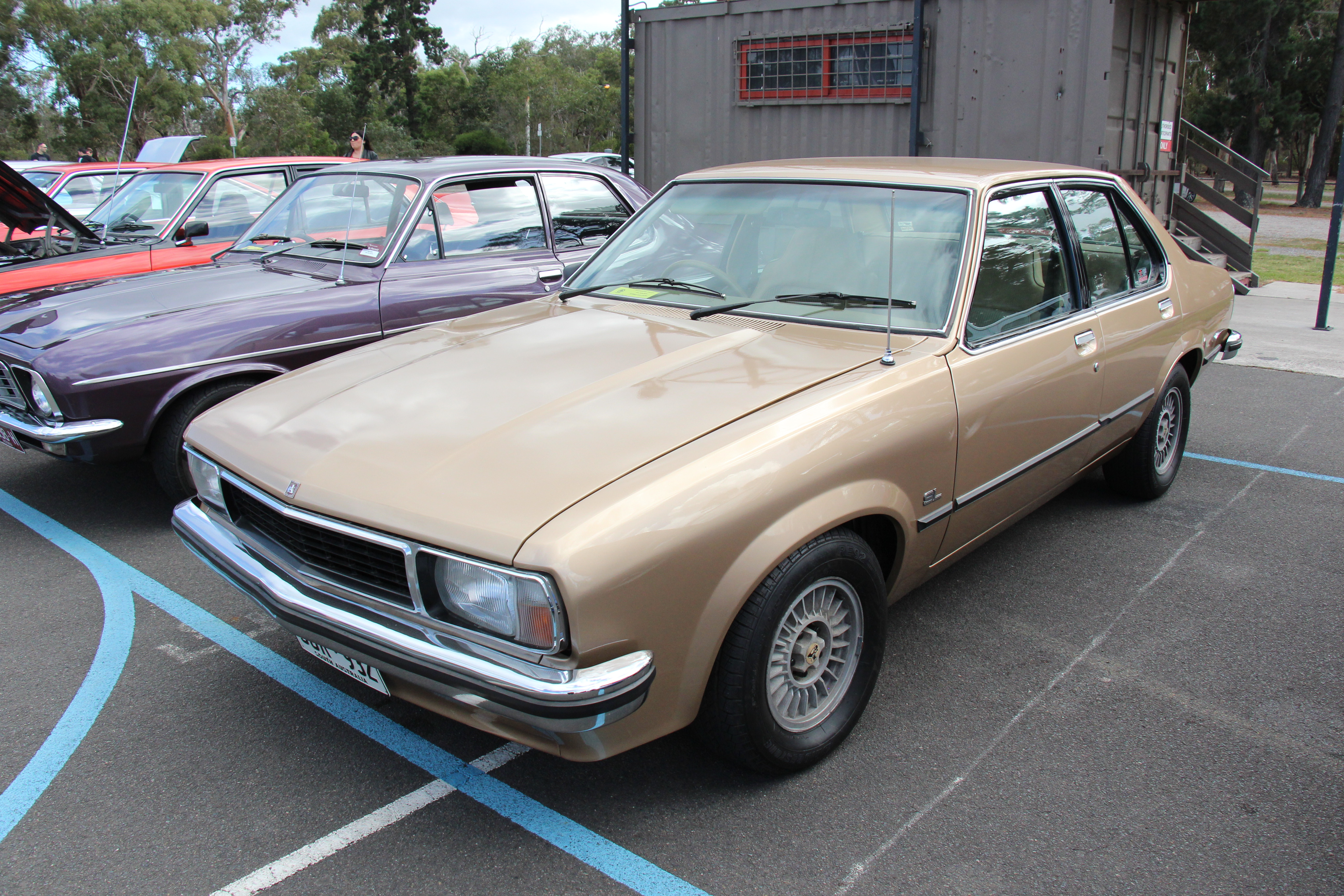
Holden Torana III po drugim liftingu

Holden Torana III został zaprezentowany po raz pierwszy w 1974 roku.
Trzecia generacja Torany przeszła obszerną metamorfozę w stosunku do poprzednika, stając się większym o segment samochodem klasy średniej, dzielącym podzespoły techniczne z europejskim Oplem Asconą i Vauxhallem Victorem. Samochód miał oferować kompromis między przystępną ceną, średniej wielkości nadwoziem, a proporcjami bliższymi znacznie większym pojazdom.
Nadwozie pojazdu wyróżniało się płynną linią nadwozia, a także szeroko rozstawionymi reflektorami o kanciastym kształcie i znanym z poprzecznika szpiczastym zakończeniem pasa przedniego. Stylistycznie samochód nawiązywał do innych modeli General Motors, jak m.in. Chevrolet Vega.

### Restylizacje
Podczas trwającego 6 lat cyklu produkcyjnego, Holden Torana trzeciej generacji przeszedł dwie restylizacje. Pierwsza, skromna w zakresie modernizacja, przyniosła w 1976 roku inny wygląd atrapy chłodnicy, zaokrąglone reflektory i zmiany w gamie jednostek napędowych.
Druga, znacznie obszerniejsza modernizacja z 1978 roku, wiązała się z wdrożeniem nowego wyglądu zarówno przedniej, jak i tylnej części nadwozia. Pojawił się kanciasty pas przedni, z podłużnymi, prostokątnymi reflektorami, a także znajdująca się między nimi w podobnej formule atrapa chłodnicy. Większe stały się także lampy tylne, z podwójnymi kloszami.

### Koniec produkcji i następca
Produkcja Holdena Torany zakończyła się we wrześniu 1980 roku, kiedy to producent zdecydował się wycofać całkowicie tę nazwę z użytku na rzecz nowego modelu, Camira.

### Silnik
- L4 1.8l Opel
- L4 2.0l GMH
- L4 2.5l GMH
- L4 3.0l GMH